# Адивил (Илиноис)
Адивил (енгл. Addieville) град је у америчкој савезној држави Илиноис.

## Демографија
По попису из 2010. године број становника је 252, што је 15 (-5,6%) становника мање него 2000. године.
| Група             | 2000.       | 2010.        |
| Белци             | 262 (98,1%) | 252 (100,0%) |
| Афроамериканци    | 0 (0,0%)    | 0 (0,0%)     |
| Азијати           | 0 (0,0%)    | 0 (0,0%)     |
| Хиспаноамериканци | 1 (0,4%)    | 0 (0,0%)     |
| Укупно            | 267         | 252          |